# Albert Ehrenstein
Albert Ehrenstein (Vienna, 23 dicembre 1886 – New York, 8 aprile 1950) è stato uno scrittore, poeta e critico letterario austriaco.
I suoi testi testimoniano il rifiuto dei valori borghesi e il fascino con l'Oriente, in particolare con la Cina.

## Biografia
Di origine austriaca, dal 1905 al 1910 studia storia e filosofia a Vienna conseguendo nel 1910 un dottorato con una tesi sull'Ungheria del 1790. Nello stesso anno scrive la poesia Wanderers Lied, pubblicata da Karl Kraus nella sua rivista Die Fackel, e nel 1911 il racconto Tubutsch, con le illustrazioni di Oskar Kokoschka, divenendo così una delle prime voci di rilievo dell'espressionismo tedesco e allacciando rapporti di amicizia e collaborazione con Else Lasker-Schüler, Gottfried Benn e Franz Werfel.
Successivamente si trasferisce a Berlino, dove collabora con la redazione della Fischer Verlag e comincia a pubblicare su Der Sturm. A partire dal 1918 viaggia ampiamente attraverso l'Europa, l'Africa e l'Asia, dedicandosi tra l'altro alla traduzione della poesia cinese. Nel 1930 si reca in Palestina, pubblicando le sue impressioni in una serie di articoli. Nel 1932, con il rafforzarsi del potere nazista, si trasferisce in Svizzera e successivamente, nel 1941, in America, dove nove anni più tardi muore a New York in condizioni di oblio ed estrema povertà.

## Opere principali
- Tubutsch, 1911 (trad. it. di Helena Janeczek, Tubutsch, Milano, Adelphi, 2000)
- Der Selbstmord eines Katers, 1912
- Die weiße Zeit, 1914
- Der Mensch schreit, 1916
- Nicht da nicht dort, 1916
- Die rote Zeit, 1917
- Den ermordeten Brüdern, 1919
- Karl Kraus, 1920
- Wien, 1921
- Briefe an Gott. Gedichte in Prosa, 1922
- Herbst, 1923

## Raccolte e ristampe
- Die Nacht wird. Gedichte und Erzählungen, 1920
- Der ewige Olymp. Novellen und Gedichte, 1921
- Die Heimkehr des Falken, 1921
- Menschen und Affen, 1926
- Ritter des Todes. Die Erzählungen von 1900 bis 1919, 1926
- Mein Lied. Gedichte 1900–1931, 1931

## Altre edizioni
- Gedichte und Prosa, a cura di K. Otten, Neuwied, Luchterhand, 1961
- Ausgewählte Aufsätze, a cura di M. Y. Ben-gavriêl, Heidelberg, Schneider, 1961
- Todrot. Eine Auswahl an Gedichten, Berlin, Hochroth Verlag, 2009